# Vogelherd

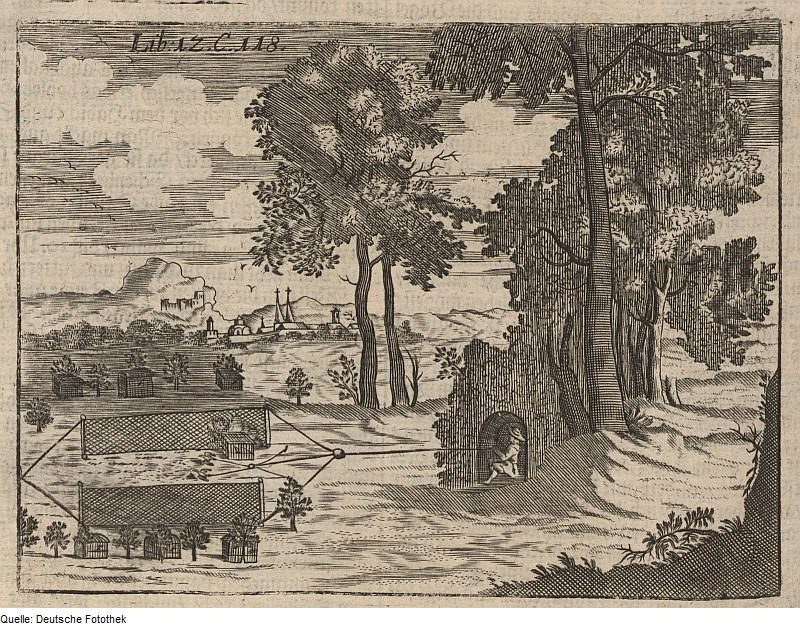
Kupferstich eines Vogelherds von 1695

Ein Vogelherd ist ein Fangplatz, an dem verschiedene Vogelarten lebend gefangen wurden. Der Vogelfang diente nicht nur dem Nahrungserwerb, er war bis ins 19. Jahrhundert eine beliebte Freizeitbeschäftigung auch oberer Gesellschaftsschichten. Je nach Saison und Vogelart kamen in der Regel unterschiedliche Vogelfallen zum Einsatz. Neben fest eingerichteten Vogelherden gab es auch andere Formen der Vogeljagd. Während als Vogelherd meist Fangplätze für Kleinvögel bezeichnet werden, schließen Vogelweiden auch Fangplätze für Jagdvögel ein.
Meist finden sich die Vogelherde auf natürlichen oder künstlichen Geländeerhöhungen, wobei im letzteren Fall entweder alte Grab- oder Wehranlagen wiederverwendet oder neue Anlagen eigens für die Vogeljagd aufgeworfen wurden. Daher sind heutzutage viele Vogelherde Ausflugsziele mit besonders schöner Aussicht (z. B. Vogelherd Einsiedeln, Schweiz).

## Aufbau und Funktion

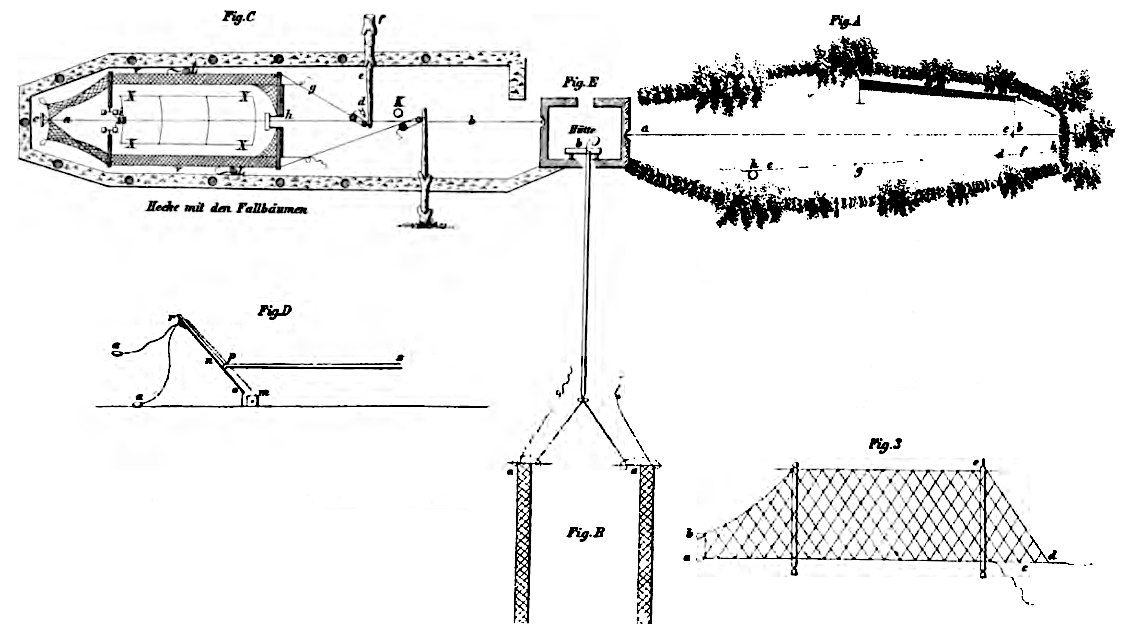
Skizze eines Vogelherds von F.E. Jester, 1884

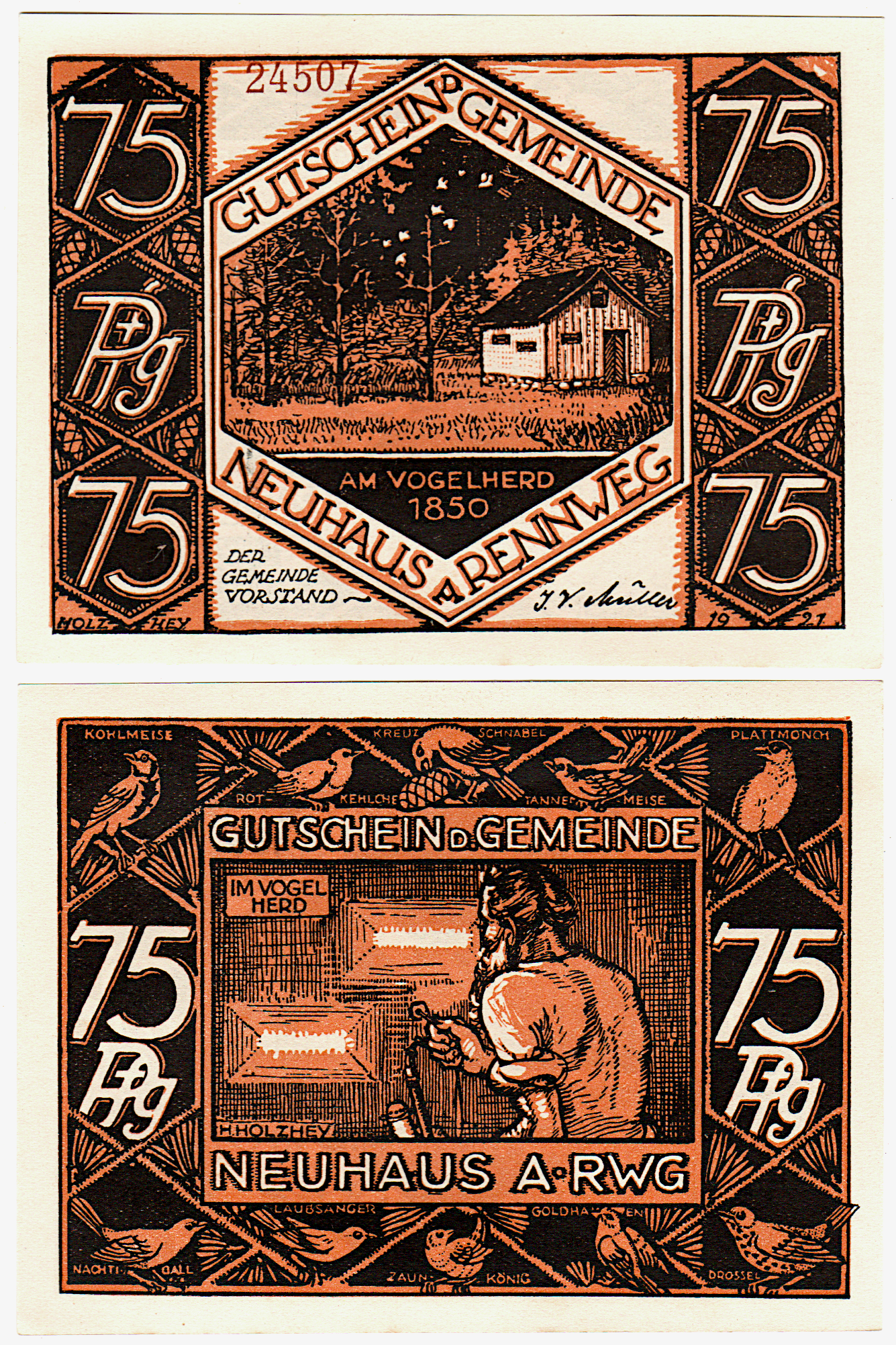
Ein Notgeldschein, aus Neuhaus am Rennweg, mit einer Darstellung am und im Vogelherd, von 1921

Die aufwendige Fangvorrichtung basiert auf einem mit Futter bestreuten Platz (dem Herd), auf dem Vögel von einem Vogelfänger (dem Vogelsteller) mit manuell ausgelösten Schlagnetzen überdeckt und damit lebendig gefangen werden. Zum Anlocken wurden Vögel derselben Art verwendet, sogenannte Lock-, Ruf- und Laufvögel. Nur die Lockvögel konnten auch durch ausgestopfte Exemplare ersetzt werden, die Ruf- oder Laufvögel mussten stets lebendig sein. Die Rufvögel waren versteckt in Käfigen ringsum den Herd und die Laufvögel waren mittendrin so an Pflöcken angebunden, dass sie die Flügel bewegen und hin und her laufen konnten.
Zum verdeckten Bedienen der Schlagnetze wurde eine außen mit Tannenreisig verkleidete Hütte benötigt, zum eigentlichen Herd hin mit einem Guckloch und darunter ein Loch für die Ruckleine der Schlagnetze. Diese Ruckleine war mit diversen Ober-, Unter- und Querleinen verbunden, die das schnelle Schließen der Schlagnetze aus der Hütte heraus ermöglichten. Bei entsprechender Größe und Ausstattung der Hütte wurden nachts hierin auch die Ruf- und Laufvögel verwahrt.
Aus der notwendigen Schnelligkeit der Schlagnetze ergab sich eine ideale Größe von ca. 12 m Länge und ca. 6 m Breite für die Netze, der gesamte Vogelherd war also rund 20 m × 10 m groß und wurde auch meist schon im Frühling und dauerhaft angelegt. Daher wurden Vogelherde nach außen hin meistens auch von Büschen umgeben und nicht nur von temporären Zäunen. Erst mit den umstehenden Hecken waren die einzufangenden Vögel vor Greifvögeln sicher und setzten sich somit auch auf den mit Futter bestreuten Erdboden.

## Nachweise
Viele Flurnamen (Am Vogelherd, Vogelsperre, Vogelsberg, Zum Vogelfänger, Vogler, Vogelherdhöhle etc.) erinnern an solche Areale. Einige dieser Fangplätze konnten bereits archäologisch oder archivalisch nachgewiesen werden oder sind auf zeitgenössischen Illustrationen überliefert.
In Bayern haben sich einige mutmaßliche oder gesicherte Vogelherde als rechteckige oder ovale Bodenerhebungen erhalten (Erdwerk im Taitinger Holz). Hier lassen sich auch einige sogenannte Roccoli (Rockerl) nachweisen. Es handelt sich hierbei um Erdhügel, die entweder speziell für diesen Zweck aufgeworfen wurden oder ursprünglich Turmhügel oder frühgeschichtliche Grabhügel gewesen sein könnten. Der Kupferstecher Michael Wening überlieferte auch diese ursprünglich aus Süditalien stammende Sonderform auf einem seiner Stiche (Turmhügel Kaysersberg). Im Tessin standen sogar steinerne Beobachtungstürme auf solchen Fanghügeln. Vogelherde befanden sich beispielsweise auf dem Schmausenbuck in Nürnberg. Dort wurden die Vögel bis zum Verbot 1806 durch sogenannte Vogelsulzen (Wasserstellen) angelockt und mit Leimruten und Netzen für den späteren Verzehr gefangen.
Die archäologische Wiederentdeckung dieses Bodendenkmaltyps gelang sozusagen als Nebenprodukt der topographischen Denkmälervermessung. Vorher wurden viele Vogelherde gelegentlich für kleine Wehranlagen oder Langhügelgräber gehalten oder waren sogar esoterischen Interpretationen ausgesetzt.

## Rezeption

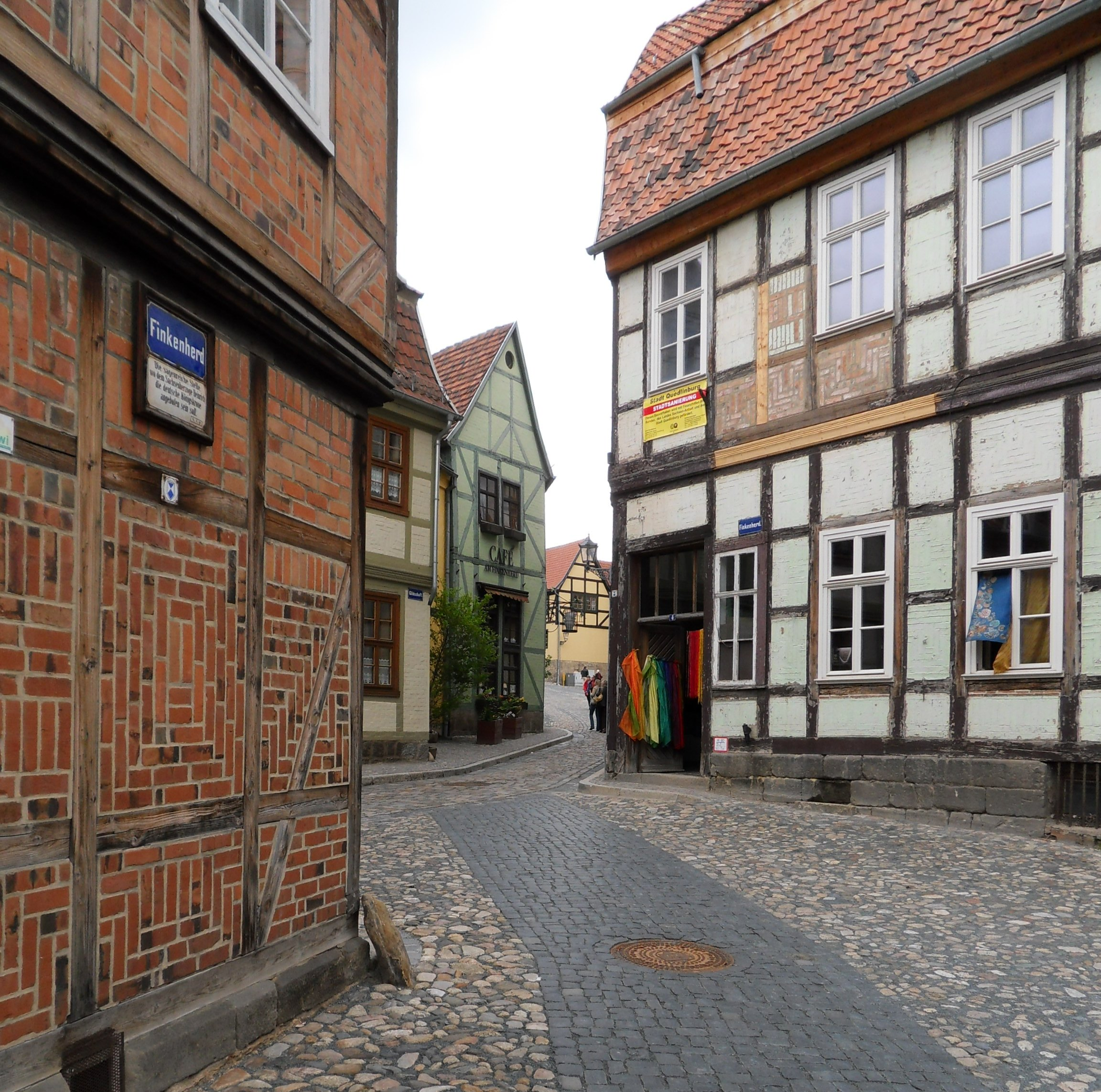
Die Gasse Finkenherd in Quedlinburg. Die Inschrift unter dem Straßenschild lautet: Die sagenreiche Stelle, wo dem Sachsenherzoge Heinrich die deutsche Königkrone angeboten sein soll

Johann Nepomuk Vogl beschreibt in seiner Ballade Herr Heinrich sitzt am Vogelherd (1835), wie König Heinrich dem Vogler nahe bei einem Vogelherd die Königskrone angetragen worden sei. Dies ist eine Geschichtslegende, deren Ausschmückungen (u. a. war Heinrich niemals Kaiser, stets nur deutscher König) im geschichtlichen Zusammenhang jedoch nicht bestätigt sind, auch wenn in Quedlinburg bis heute der legendäre Finkenherd als historischer Schauplatz gezeigt wird. Eine ähnliche Überlieferung gibt es für die Wallburg Pöhlde, die auch die Bezeichnung König Heinrichs Vogelherd trägt, und für das Dorf Heinrichshagen am Vogler.
In Theodor Fontanes Ballade Archibald Douglas (1854) erinnert der gealterte Graf Douglas den schottischen König Jakob „an den See und den Vogelherd“, wo sie einst zusammen gejagt hätten.